# Rafael Alsúa
Rafael Alsúa Alonso (Irún, Guipúzcoa, 18 de agosto de 1923-Santander, Cántabros, 2 de enero de 1994) fue un futbolista y entrenador español. Su posición natural fue la de delantero.

## Trayectoria
Nació en Irún, pero se instaló en Santander al final de su vida deportiva y fue donde más tiempo pasó. En Santander reside todavía una hija suya, María Ángeles, y sus nietos. Una calle de la ciudad, cerca de las instalaciones de La Albericia, lleva su nombre. Su hermano Antonio Alsúa también fue futbolista, jugó entre otros equipos, en el Real Madrid CF.
Rafael Alsúa fue uno de los jugadores que los antiguos más recuerdan dentro de esas alineaciones que recitan de carrerilla. Este delantero, fallecido en el año 1993, fue un auténtico trotamundos del fútbol español, aunque el Real acing de Santander fue un conjunto especial para él. Hasta en tres fases distintas, Alsúa vistió la elástica cántabra (1949-1951, 1952-1955, 1957). Militó en el Racing seis temporadas en tres etapas. Jugó 140 partidos oficiales y marcó 40 goles.
Además de en el conjunto montañés, el delantero irundarra defendió los colores del Bidasoa Irún, Osasuna, Real Madrid, Córdoba CF, Gimnástica Burgalesa, Valencia CF, Real Sociedad, Real Oviedo, Real Jaén, y el conjunto de su localidad natal, el Real Unión Club de Irún.
Su logro más destacable a nivel individual fue la internacionalidad. Disputó dos encuentros con el combinado nacional, con un saldo de un triunfo y una derrota, marcando un gol vestido de rojo. Su debut fue el 6 de enero de 1954, en un España-Turquía, que finalizó con victoria local por 4 goles a 1.

## Clubes
- 1939 - Bidasoa Irún
- 1940-1942 - Real Unión
- 1942-1943 - Osasuna
- 1943-1944 - Real Madrid
- 1944-1945 - Córdoba CF
- 1945-1946 - Gimnástica Burgalesa
- 1946-1947 - Valencia CF
- 1947-1949 - Real Sociedad
- 1949-1951 - Racing de Santander
- 1951-1952 - Real Sociedad
- 1952-1955 - Racing de Santander
- 1955-1956 - Real Oviedo
- 1956-1957 - Real Jaén
- 1957-1958 - Racing de Santander
- 1959 - Real Unión

Equipos como internacional: 
- Racing de Santander

Fecha de debut como internacional:
España 4-1 Turquía (Madrid, 06/01/1954) 
Último partido como internacional:
Turquía 1-0 España (Estambul, 14/03/1954)